# Eläintarhanajot 1936
Eläintarhanajot 1936 je bila tretja neprvenstvena dirka za Veliko nagrado v sezoni 1936. Odvijala se je 10. maja 1936 na finskem cestnem dirkališču Eläintarharata, Helsinki. 

## Poročilo

### Pred dirko
Na dirko se je prijavilo dvanajst dirkačev, toda nemški dirkač Herbert Berg ni prišel na dirko, finski dirkač Erik Puranen ni štartal zaradi okvare motorja na prostem treningu, estonski dirkač Aaron Citron pa zaradi spora z organizatorji dirke. 

### Dirka
Eugen Björnstad je z drugega štartnega mesta najboljše štartal in prevzel vodstvo, sledili so mu Karl Ebb, Per Viktor Widengren, Alexi Patama, Emil Elo, Asser Wallenius, Helge Hallman in Per-Olof Schauman. Bjørnstad, ki se je pred štartom odločil za nenavadno potezo  in namestil na svoj dirkalnik po dva para zadnjih gum, je začel bežati konkurentom, po petih krogih je imel že štirinajst sekund prednosti, za njim pa je Widengren prehitel Ebba in se prebil na drugo mesto. Widengren je začel, ko je imel pred seboj prosto pot, zmanjševati razliko do vodilnega Björnstada, toda razlika je bila že enaindvajset sekund. V petnajstem krogu je Ebb odstopil zaradi zlomljenega ventila, Hallman pa je bil v boksih zaradi težav z enim od koles. Vrnil se je na stezo, toda krog kasneje mu je na štartno-ciljni ravnini odpadlo kolo, ki se je odkotalilo na železniške tire in prisililo vlak, ki je peljal ravno tedaj mimo, da se je moral ustaviti. V naslednjih dvajsetih krogih je Widengren zmanjšal razliko do vodilnega na enajst sekund, še dvajset krogov kasneje pa ga je ujel, toda ni ga mogel prehiteti. Dvoboj za vodstvo je trajal več krogov, pet krogov pred koncem sta štartno-ciljno ravnino prevozila kolo ob kolesu, toda nato je Bjørnstadu uspelo še pospešiti in s sekundo hitrejšimi krogi od Widengrena je uspel zmagati še drugič na tej dirki, tretje mesto pa je osvojil Patama.

## Rezultati

### Dirka
| Poz | Št | Dirkač               | Moštvo    | Dirkalnik        | Krogi | Čas/Odstop   | Št. m. |
| --- | -- | -------------------- | --------- | ---------------- | ----- | ------------ | ------ |
| 1   | 4  | Eugen Björnstad      | Privatnik | Alfa Romeo Monza | 50    | 56:24,6      | 2      |
| 2   | 3  | Per Viktor Widengren | Privatnik | Alfa Romeo Monza | 50    | + 4,5s       | 3      |
| 3   | 11 | Alexi Patama         | Privatnik | Ford V8          | 50    | + 5:53,4     | 5      |
| 4   | 9  | Asser Wallenius      | Privatnik | Ford V8          | 50    | + 5:53,8     | 9      |
| 5   | 1  | Emil Elo             | Privatnik | Bugatti T35B     | 50    | + 6:54,6     | 4      |
| 6   | 10 | Per-Olof Schauman    | Privatnik | Chrysler Special | 50    | + 7:40,7     | 7      |
| 7   | 12 | Arvo Sorri           | Privatnik | Chrysler Special | 50    | + 8:45,2     | 6      |
| Ods | 13 | Helge Hallman        | Privatnik | Ford V8          | 16    | Odpadlo kolo | 8      |
| Ods | 2  | Karl Ebb             | Privatnik | Mercedes SSK     | 15    | Ventil       | 1      |
| DNS | 6  | Aaron Citron         | Privatnik | Alfa Romeo       |       | Spor         |        |
| DNS | 7  | Erik Puranen         | Privatnik | Delage           |       | Motor        |        |
| DNA | 5  | Herbert Berg         | Privatnik | Alfa Romeo       |       |              |        |